# Dolní Poříčí (przystanek kolejowy)
Dolní Poříčí – przystanek kolejowy w miejscowości Dolní Poříčí, w kraju południowoczeskim, w Czechach. Znajduje się na linii 190 Pilzno - Czeskie Budziejowice, na wysokości 415 m n.p.m..  

## Linie kolejowe
- 190: Pilzno – Czeskie Budziejowice